# Jakub Wojtkowiak
Jakub Wojtkowiak – polski historyk, profesor nauk humanistycznych, profesor Wydziału Historii Uniwersytetu im. Adama Mickiewicza w Poznaniu.

## Życiorys
2 grudnia 1996 obronił pracę doktorską Stosunki radziecko-japońskie w latach 1931-1941, 30 czerwca 2008 habilitował się na podstawie pracy zatytułowanej Polowanie na „dalniewostoczników". Represje wobec korpusu oficerskiego dalekowschodniego zgrupowania radzieckich sił zbrojnych w latach 1936-1939. 28 lutego 2020, postanowieniem Prezydenta RP, otrzymał tytuł naukowy profesora. Został zatrudniony na stanowisku profesora na  Wydziale Historii Uniwersytetu im. Adama Mickiewicza.